# Pimocha
Pimocha es una localidad y parroquia rural del cantón Babahoyo de la provincia de Los Ríos en el Ecuador.
Su población es de 29.713 habitantes, siendo la parroquia rural más poblada del cantón Babahoyo.

## Administración
La parroquia Pimocha cuenta con una estructura organizacional de tipo democrática donde su máximo representante es el presidente del Gobierno Parroquial, Vicepresidente, Tesorero – Secretario y seguido de vocales principales y suplentes respectivamente.